# Glessbach
Der Glessbach ist ein etwas über einen Kilometer langer Bach auf der Westheimer Teilortgemarkung der Gemeinde Rosengarten im Landkreis Schwäbisch Hall im nordöstlichen Baden-Württemberg, der in der Flussaue etwa einen halben Kilometer südlich des Dorfrandes von Westheim von links und Westsüdwesten in den mittleren Kocher mündet.

## Geographie

### Verlauf
Der Glessbach entsteht im Höhenwald um den Steinbühl (484,4 m ü. NHN) etwa 0,4 km nordwestlich von dessen Gipfel nahe dem Waldweg aus Richtung des Suhlbühls zum Sporn Hörnle. Er entspringt etwa auf 430 m ü. NHN in der hier noch engen und steilen Klinge Taubenloch, die ostnordöstlich zieht. Nach etwa 150 Metern, auf denen das Bett um etwa 30 Höhenmeter abfällt, geht die Klinge kurz vor dem Zulauf einer zweiten aus dem Südsüdosten in eine weitere Talmulde über, an deren Hang vom Waldweg zum Hörnle herab ein von diesem abzweigender Weg den Wasserlauf quert. Dieser folgt ihm dann rechts etwas über dem Talgrund bis zum Waldrand zur Kochertalaue talabwärts. Auf diesem Abschnitt fällt der Bach teils über kleine Stufen, sein oft steil eingeschnittene Bett ist bis zu einem Meter breit und vielerorts liegt in ihm Blockschutt. 
Am Waldrand auf etwa 330 m ü. NHN quert der Weg erneut den Bach und entfernt sich nach Norden unter dem linken Hang Schelmenwasen, an dem Obstwiesen und Gartengrundstücke liegen. Der hier etwa halbmeterbreite Glessbach dagegen zieht auf der zweiten Hälfte seines Laufes begleitet von einer Baumgalerie in alter Richtung weiter im Gewann Vogelau über seinen der breiten Kocherau aufgelagerten flachen Mündungsfächer und passiert dabei ein Röhrichtfeld. Zuletzt quert ihn ein Feldweg in der ufernahen Aue, dann mündet er auf etwa 309 m ü. NHN von links in den hier träge dahinfließenden mittleren Kocher. Gegenüber der Mündungsstelle liegt eine bis an den rechten Hangfuß des Flusstals ausholende Altarmschlinge des Kochers. 
Der Glessbach ist 1,3 km lang und durchläuft auf dieser Strecke ein Höhenintervall von etwa 131 Höhenmetern, sein mittleres Sohlgefälle liegt bei etwa 104 ‰. Er hat keine größeren Zuflüsse, wird aber von feuchten Hangstellen gespeist.

### Einzugsgebiet
Das etwa 0,7 km² große Einzugsgebiet des Glessbachs liegt mit dem weit überwiegenden, gänzlich bewaldeten Berganteil am Steinbühl. Dessen 484,4 m ü. NHN hoher Gipfel ist der höchste Punkt im Einzugsgebiet und liegt an dessen Südrand. Dieser größere Gebietsanteil rechnet naturräumlich gesehen zum Unterraum Mainhardter Wald der Schwäbisch-Fränkischen Waldberge. Im Bereich des nur kleinen Mündungsdreieck in offener Flur stoßen deren Unterraum Gaildorfer Becken kocheraufwärts an die zum Nachbarnaturraum Hohenloher und Haller Ebene gehörende Haller Bucht mit Rosengarten kocherabwärts.
Der Glessbach folgt recht genau einer oberhalb der Quelle nachgewiesenen, im Bereich des Glessbachstals vermuteten Störungslinie im Störungsbündel der langreichenden geologischen Senkungszone Neckar-Jagst-Furche, deren Tiefscholle rechts liegt. Deshalb liegt rechts des Tales lange Stubensandstein (Löwenstein-Formation), während links davon der Backen der taleinfassenden Hochfläche, der zum Sporn Hörnle abwärts ausläuft, vom ebenfalls Verebnungen bildenden, geologisch tieferen Kieselsandstein (Hassberge-Formation) aufgebaut ist. Im Tal folgt den unterliegenden Unteren Bunten Mergeln (Steigerwald-Formation) sehr schnell der Gipskeuper (Grabfeld-Formation), der bis an den Rand der Kocherau reicht, die von einem breiten Hochwassersedimentband erfüllt ist.
Das gesamte Gebiet liegt auf der Teilortgemarkung Westheim der Gemeinde Rosengarten und ist völlig unbesiedelt.

### LUBW
Amtliche Online-Gewässerkarte mit passendem Ausschnitt und den hier benutzten Layern: Lauf und Einzugsgebiete des Glessbachs

Allgemeiner Einstieg ohne Voreinstellungen und Layer: Daten- und Kartendienst der Landesanstalt für Umwelt Baden-Württemberg (LUBW) (Hinweise)
1. 1 2 3 4 5  Höhe nach dem Höhenlinienbild auf dem Hintergrundlayer Topographische Karte.
2. ↑  Länge nach dem Layer Gewässernetz (AWGN).
3. ↑  Einzugsgebiet abgemessen auf dem Hintergrundlayer Topographische Karte.
4. ↑  Höhe nach schwarzer Beschriftung auf dem Hintergrundlayer Topographische Karte.

### Andere Belege
1. ↑  Wolf-Dieter Sick: Geographische Landesaufnahme: Die naturräumlichen Einheiten auf Blatt 162 Rothenburg o. d. Tauber. Bundesanstalt für Landeskunde, Bad Godesberg 1962. → Online-Karte (PDF; 4,7 MB)
2. ↑  Geologie nach der unter → Literatur aufgeführten geologischen Karte. Einen gröberen Überblick verschafft auch: Mapserver des Landesamtes für Geologie, Rohstoffe und Bergbau (LGRB) (Hinweise)